# Ed Piskor
Ed Piskor   (Homestead, 28 de juliol de 1982 - Munhall, 1 d'abril de 2024) va ser un dibuixant de còmics alternatius nord-americà. Piskor era conegut principalment pel seu treball a Hip Hop Family Tree, X-Men: Grand Design i la trilogia Red Room. Piskor també va ser coamfitrió del canal de YouTube Cartoonist Kayfabe amb el també dibuixant nadiu de Pittsburgh Jim Rugg. El març de 2024, Piskor va ser acusat a través de les xarxes socials de mala conducta sexual. Piskor va morir l'1 d'abril de 2024, a l'edat de 41 anys, hores després de publicar una nota de suïcidi a través de les xarxes socials, defensant-se de les acusacions formulades contra ell.

## Biografia
Edward Piskor va néixer a Homestead, Pennsilvània, el 28 de juliol de 1982. Durant la seva infantesa va estar fascinat pels còmics. Era un gran aficionat als còmics convencionals com The Amazing Spider-Man, però el seu interès pels còmics alternatius es va desenvolupar ràpidament quan, a 9 anys, va veure un documental que presentava a Harvey Pekar llegint una de les seves històries American Splendor. Les influències mes importants van ser Harvey Kurtzman, Will Eisner, Jack Kirby, Robert Crumb, Daniel Clowes, Chris Ware, Kim Deitch, Gilbert Shelton i Frank Miller.
En d'acabar el batxillerat, Piskor va assistir a la The Kubert School, durant un any, que va descriure com una experiència mixta. Tornant a Pittsburgh, Piskor va establir contacte amb altres dibuixants locals, com Jim Rugg, Paulette Poullet, Pat Lewis, Tom Scioli i Mark Zingarelli.

## Carrera
El 2003, Piskor va començar a col·laborar amb Jay Lynch en còmics per a Mineshaft, mentre treballava en el seu propi minicòmic, Deviant Funnies, publicat per primera vegada el 2004. A més, el minicòmic autobiogràfic de Piskor Isolation Chamber es va publicar el 2004-2005.
Durant aquest període, Piskor va començar a treballar amb Harvey Pekar, la seva primera tasca important va ser il·lustrar històries d'American Splendor: Our Movie Year (2004), que elabora l'experiència de Pekar després de l'estrena de la pel·lícula American Splendor. Piskor també va il·lustrar la novel·la gràfica de Pekar Macedònia, sobre "una jove estudiant que viatja dels EUA a Macedònia per intentar entendre com el país ha sobreviscut a la ruptura de Iugoslàvia, sense entrar en una guerra civil com ho van fer les nacions veïnes". Pekar va descriure la seva col·laboració com "...una de les millors relacions laborals que he tingut mai". Macedònia es va publicar el 2007 a través de Villard Books. Piskor va tornar a treballar amb Pekar a The Beats: A Graphic History, publicat el 2009.
Del 2008 al 2011, Piskor va publicar Wizzywig, la seva pròpia sèrie de còmics sobre un prodigi que es fascina amb l'enginyeria social, el phreaking telefònic i, finalment, la pirateria informàtica.  El Wizzywig recopilat va ser publicat per Top Shelf Productions el 2012.
La sèrie Hip Hop Family Tree de Piskor, guanyadora del Premi Eisner, és un relat històric de la cultura hip hop i dels artistes que han donat forma al gènere. El projecte va començar el gener de 2012, publicat per Piskor al lloc web Boing Boing com una "funció en curs semi-regular" d'una pàgina, que es va executar, majoritàriament setmanalment, fins al desembre de 2015. Hip Hop Family Tree va ser recopilat i publicat per Fantagraphics en quatre llibres del 2013 al 2021.
Del 2017 al 2019, Piskor va escriure i il·lustrar X-Men: Grand Design, una sèrie de tres volums centrada en la història dels X-Men, per a Marvel Comics.
El 2020, Piskor va començar a serialitzar una novel·la gràfica titulada Red Room a la seva pàgina de Patreon. La història completa es va publicar en tres volums publicats per Fantagraphics del 2021 al 2024.
El gener de 2024, Piskor va començar a publicar una tira còmica diària en línia, Switchblade Shorties, que va seguir les (des)aventures de cinc noies entremaliades als anys noranta. La serialització es va deixar sense acabar per la mort de Piskor.

## El dibuixant Kayfabe i historiador del còmic
La sèrie de YouTube del dibuixant Kayfabe, creada per Piskor i Jim Rugg, va tenir un impacte significatiu en la comunitat de còmics en revisar els còmics clàssics, discutir els processos i les històries que hi ha darrere i amb personatges notables de la indústria. (El terme "kayfabe" es refereix generalment a la representació d'esdeveniments escenificats dins del món de la lluita lliure professional com a reals, inclosa la presentació de la competència, rivalitats i personatges. Piskor i Rugg van canviar aquest enfocament a la indústria del còmic.) El dibuixant Kayfabe ha acumulat més de 1.800 vídeos a la seva biblioteca des de la seva creació.
Kayfabe va excel·lir a l'hora de relacionar-se amb creadors de còmics fonamentals, preservant i celebrant així la història dels còmics mitjançant debats rics i detallats. Aquest enfocament no només va educar els espectadors sobre l'art i la narració de còmics, sinó que també va celebrar el llegat de les sèries de còmics influents i els seus creadors. Un dels èxits més destacats de la sèrie va ser reunir Kevin Eastman i Peter Laird per fer comentaris sobre els seus còmics emblemàtics de les Tortugues Ninja Mutants Adolescents.
Després de la mort de Piskor, Rugg va continuar publicant la seva acumulació de converses enregistrades anteriorment en línia durant diverses setmanes, a petició de Piskor. El juliol de 2024, es va publicar un vídeo del 'Ed Piskor Memorial Panel' de HeroesCon 2024. El juliol de 2024, es va publicar un vídeo del 'Ed Piskor Memorial Panel' de l'HeroesCon 2024.

## Denúncies i mort
El març de 2024, la dibuixant Molly Dwyer va acusar Piskor d'haver comunicat inadequadament amb ella a través de les xarxes socials el 2020 quan tenia 17 anys. Una segona dibuixant anomenada Molly Wright el va acusar d'oferir-se a canviar un contacte de la indústria per un favor sexual en el passat. Piskor va suprimir tant el seu compte com el del dibuixant Kayfabe a X. També va suprimir breument el canal de YouTube del dibuixant Kayfabe abans de restaurar-lo amb els comentaris eliminats. Les acusacions van portar a l'ajornament indefinit d'una exposició amb originals de Piskor que s'havia previst que s'executés entre el 6 d'abril de 2024 i l'agost de 2024. Aquell mateix dia, un periodista de les notícies de WTAE-TV que informava de la cancel·lació del programa va visitar les cases tant de Piskor com dels seus pares. La notícia que es va emetre no va desdibuixar els números de cap de les dues cases. El 30 de març, el copresentador del dibuixant Kayfabe de Piskor, Jim Rugg, va anunciar que havia decidit posar fi a la seva relació professional amb Piskor a conseqüència de les acusacions.
Piskor va morir l'1 d'abril de 2024 a Munhall, Pennsilvània, a l'edat de 41 anys. L'anunci de la seva mort es va produir diverses hores després que pengés una nota en línia, insinuant la seva intenció de suïcidar-se. En escriure sobre la setmana anterior, Piskor es va referir a les acusacions, la cancel·lació de la seva mostra d'art, la pèrdua d'un acord de 75.000 dòlars, la separació professional de Rugg i el periodista que es va presentar a casa seva i als seus pares i va transmetre les seves adreces com a " massa". Es va dirigir directament a Dwyer i als que sentia que havien estat esperant que això passés. En resposta als seus acusadors, va afirmar que les xerrades amb Dwyer havien estat per amistat i que les dues vegades que havia tingut relacions sexuals amb Wright van ser consensuades i iniciades per ella. Cap al final de la seva nota, es va dirigir a les persones que l'havien jutjat prèviament i va difondre xafarderies a Internet afirmant: "Vaig ser assassinat per matons d'Internet"
El juny de 2024, Heroes Convention va incloure un panell commemoratiu per a Piskor, incloent Rugg, les germanes de Piskor, Michel Fiffe, Jim Mahfood i Chris Pitzker. La Eddie P. Comic Con inaugural es va anunciar per a l'agost següent.

## Estil artístic
A principis de la seva carrera, el treball de Piskor es va caracteritzar per ser "un estil de còmic alternatiu una mica descarat, però molt aconseguit, que utilitza molts negres sòlids, ombrejats acurats i només un treball de figures lleugerament irregular. El seu art té una signatura madura que no semblaria fora de lloc en qualsevol de les millors cases d'indy comix dels darrers vint anys". El seu treball sobre Macedònia va ser criticat per ser "rígid" per alguns revisors però elogiat per altres per la seva "tacte elegant i nítid".

## Premis

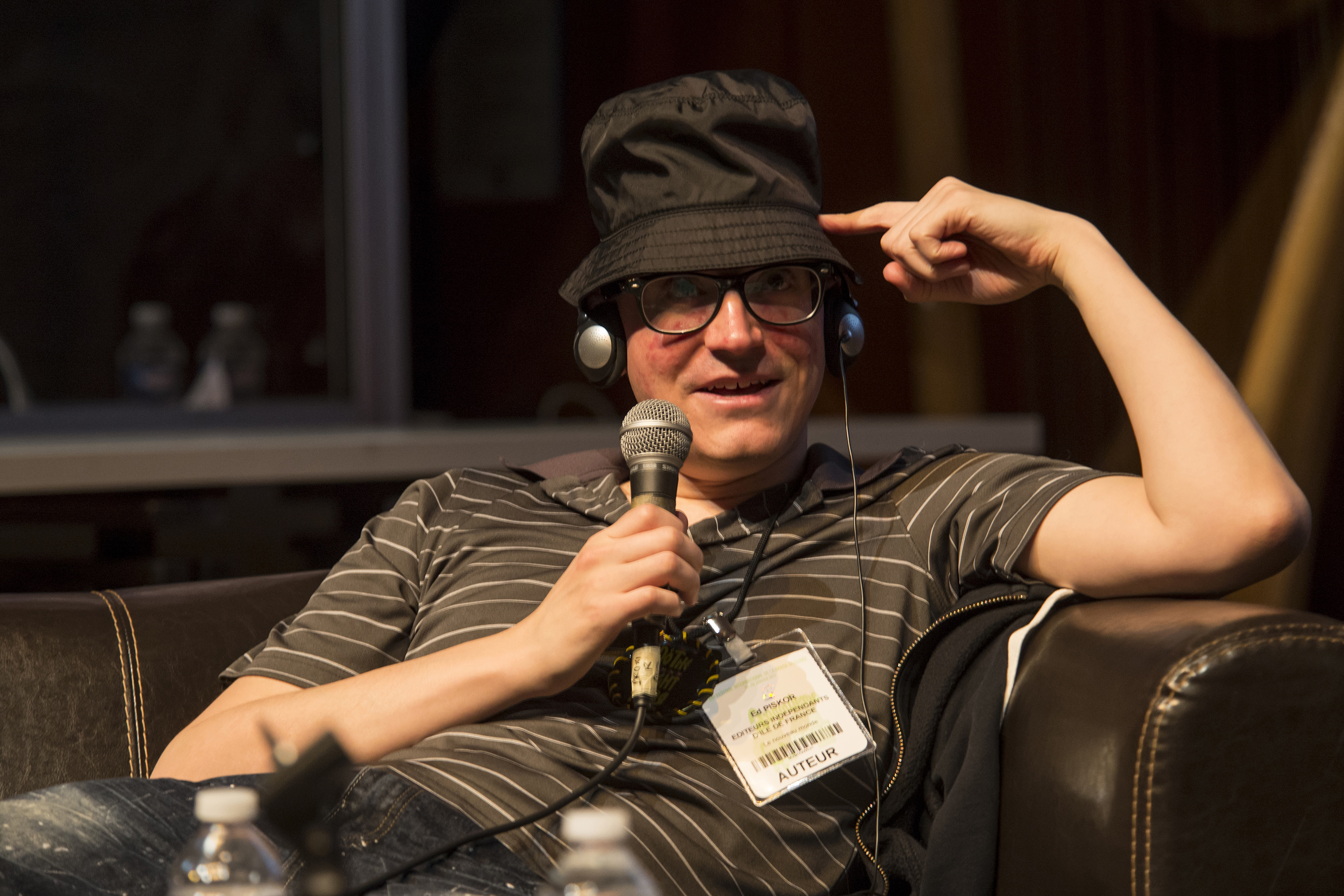
Piskor el 2017

Piskor va rebre el premi Eisner 2015 al millor treball basat en la realitat per Hip Hop Family Tree Book 2, i un premi Dragon 2019 a la millor novel·la gràfica per X-Men: Grand Design - Second Genesis. A més, va ser nominat a altres premis:
- 2013 (nominació) Premi Eisner al millor disseny de publicació per Wizzywig (Ed Piskor i Chris Ross)[41]
- 2014:
  - (nominació) Premi Eisner a la millor lletra per a Hip Hop Family Tree Book 1: 1970s–1981[42]
  - (nominació) Premi Eisner al millor treball basat en la realitat per a Hip Hop Family Tree Book 1: 1970s–1981[43]
  - (nominació) Premi Ignatz a l'artista destacat per l'arbre genealògic de hip hop Llibre 1: 1970s–1981[44]
- Premi Eisner 2015 al millor treball basat en la realitat per a Hip Hop Family Tree Book 2: 1981–1983[45][46]
- 2016:
  - (nominació) Premi Eisner a la millor artista de portada per Hip Hop Family Tree Book 3: 1983–1984[47]
  - (nominació) Premi Eisner al millor treball basat en la realitat per a Hip Hop Family Tree Book 3: 1983–1984[48]
- 2018 (nominació) Premi Eisner al millor dibuix per a X-Men: Grand Design[49]
- Premi Dragon 2019 a la millor novel·la gràfica per a X-Men: Grand Design – Second Genesis[50]
- 2024 Premi Eisner per la reimpressió de Hip Hop Family Tree - The Omnibus

## Obres

##### Col·laboracions
- Tinnell, Robert. Feast of the Seven Fishes.  Allegheny Image Factory, 2005.
- Pekar, Harvey. Macedonia.  New York, NY: Villard/Random House, 2007. ISBN 9780345498991.
- Pekar, Harvey. Buhle. The Beats: A Graphic History.  Hill & Wang, 2009. ISBN 978-0-285-63858-7. — additional writing by Nancy Peters, Penelope Rosemont, Joyce Brabner, Trina Robbins, and Tuli Kupferberg; art mostly by Piskor, with additional art by Jay Kinney, Nick Thorkelson, Summer McClinton, Peter Kuper, Mary Fleener, Gary Dumm, Lance Tooks, Jeffrey Lewis, Jerome Neukirch, Anne Timmons, and Gary Dumm.

###### Projectes en solitari
- Piskor, Ed. Wizzywig.  Marietta, Ga.: Top Shelf Productions, 2012. ISBN 9781603090971.
- Piskor, Ed. Hip Hop Family Tree: 1970s–1981.  Seattle, Washington: Fantagraphics Books, Inc., 2013. ISBN 9781606996904.
- Piskor, Ed. Hip Hop Family Tree: 1981–1983.  Seattle, Washington: Fantagraphics Books, Inc., 2017. ISBN 9781606997567.
- Piskor, Ed. Hip Hop Family Tree: 1983–1984.  Seattle, Washington: Fantagraphics Books, Inc., 2021. ISBN 9781606998489.
- Piskor, Ed. Hip Hop Family Tree: 1984–1985.  Seattle, Washington: Fantagraphics Books, Inc., 2021. ISBN 9781606999400.
- Piskor, Ed. X-Men: Grand Design.  New York, NY: Marvel Worldwide, Inc., 2018. ISBN 9781302904890.
- Piskor, Ed. X-Men: Grand Design – Second Genesis.  New York, NY: Marvel Worldwide, Inc., 2018. ISBN 9781302904906.
- Piskor, Ed. X-Men: Grand Design – X-Tinction.  New York, NY: Marvel Worldwide, Inc., 2019. ISBN 9781302904913.
- Piskor, Ed. Red Room: The Antisocial Network.  Seattle, Washington: Fantagraphics Books, Inc., 2021. ISBN 9781683964681.
- Piskor, Ed. Red Room: Trigger Warnings.  Seattle, Washington: Fantagraphics Books, Inc., 2022. ISBN 9781683965602.
- Piskor, Ed. Red Room: Crypto Killaz!.  Seattle, Washington: Fantagraphics Books, Inc., 2024. ISBN 9781683969303.